# 阮文衣
阮文衣（1922年3月6日—2012年2月5日），聖名洗者若翰（Jean Paptiste），前越南共和國軍上校，越南共和國情報部門的首任指揮官。

## 生平
阮文衣1922年3月6日出生于西宁省，與雙親生活在西宁盞盤郡，24歲時自願入伍。阮文衣28歲時，越南國政府於1950年11月在大叻成立了新的學校，他報名參加了大叻聯軍軍事學校。1951年7月，他以少尉軍銜从大叻軍事學校第3期毕业。
2012年2月5日，阮文衣在維吉尼亞州阿靈頓逝世。
海外越南人歌手阮氏月映（Nguyễn Thị Nguyệt Ánh）是阮文衣的女儿。